# サンチュウムシタケモドキ
サンチュウムシタケモドキ (Shimizuomyces paradoxa) はバッカクキン科に属する子嚢菌の一種。ヤマガシュウなどのサルトリイバラ科植物の種子から発生する。
7から8月に発生。子実体は淡黄色、棍棒型で長さ1-3cm。日本、韓国、中国で確認されている。1977年に群馬県上野村で発見された。
本種はカイガラムシの病原体である Regiocrella 属に近縁であり、これらの昆虫寄生菌を起源に持つと考えられる。